# Lippertsreuter Umland
Das Gebiet Lippertsreuter Umland ist ein mit Verordnung vom 23. Dezember 1993 des Landratsamts Bodenseekreis ausgewiesenes Landschaftsschutzgebiet (LSG-Nummer 4.35.036) im Nordwesten der baden-württembergischen Gemeinde Salem und im Nordosten der Stadt Überlingen im Bodenseekreis in Deutschland.

## Lage
Das rund 465 Hektar große Landschaftsschutzgebiet Lippertsreuter Umland gehört naturräumlich zum Linzgau. Es liegt nordwestlich der Salemer Ortsmitte, südlich von Frickingen und nordöstlich von Überlingen, um den Überlinger Ortsteil Lippertsreute, auf einer Höhe von 470 bis 559 m ü. NN.

## Schutzzweck
Wesentlicher Schutzzweck ist die Erhaltung der Vielfalt der Landschaft um Lippertsreute mit ihren Streuobst- und Feuchtwiesen, den Feldgehölzen, den naturnahen Bach- und Flussläufen, den Wiesen, Acker- und Obstbauflächen. Die vom Würmgletscher und dessen Schmelzwässern ausgebildete Landschaft – mit ihren in Form von Böschungen erhaltenen Eisrandlagen und Erosionsrändern – soll in ihrem offenen Charakter und mit den unterschiedlichen Nutzungen in ihrer Schönheit und vor allem in ihrer Eigenart, vor Beeinträchtigungen und Veränderungen geschützt werden. Der besonders im Nordwesten im Bereich des Drumlins Schellenberg und entlang des Gaisbaches und der Aach bestehende sehr große Erholungswert der Landschaft, mit den Ausblickmöglichkeiten auf die weite Umgebung, den landschaftlich reizvollen Tobeln, extensiv genutzten Hangwiesen und Streuobstbereichen, soll für die Allgemeinheit bewahrt werden. Des Weiteren ist die Nutzungsfähigkeit der Naturgüter, insbesondere der landwirtschaftlichen Vorrangflächen, durch den Schutz vor nicht land- oder forstwirtschaftlichen Nutzungen zu erhalten.